# Cortenova
Cortenova ist eine Gemeinde in der Provinz Lecco in der italienischen Region Lombardei mit 1150 Einwohnern (Stand 31. Dezember 2023).

## Geographie
Cortenova liegt etwa 15 km nördlich der Provinzhauptstadt Lecco und 60 km nordöstlich der Millionen-Metropole Mailand. Die Gemeinde umfasst die Fraktionen Bindo, Piano und Prato San Pietro. Im Jahr 1971 hatte die Gemeinde eine Fläche von 1177 Hektar.
Die Nachbargemeinden sind Crandola Valsassina, Esino Lario, Primaluna und Taceno.

## Geschichte
Die Gemeinde Cortenova gehörte schon in der Antike zum Valsassina, als Teil der Chignolo-Gruppe. Im Laufe des Jahres 1415 wurden die Bürgermeister und Prokuratoren der einzelnen Ländereien, die das Valsassina bildeten, nach Mailand gerufen, um dem Herzog Filippo Maria Visconti die Treue zu schwören: unter ihnen auch einige Leute aus Cortenova und Prato San Pietro. Im Grundbuch des Herzogtums Mailand von 1558 und den nachfolgenden Aktualisierungen bis zum 17. Jahrhundert wird Cornova (Cortenova) unter den Ländereien des Valsassina aufgeführt. In einem Prospekt aus dem Jahr 1572, in dem alle Ländereien des Herzogtums Mailand und andere, die mit ihnen für die Salzsteuer besteuert werden, aufgeführt sind, wird Prato de San Pietro e Corte nuova unter den infrascritte comuni des Valsassina genannt.
Aus den vom Provinzbürgermeister Michel’Angelo Manzone im 18. Jahrhundert gesammelten Gewohnheitsregeln über die Regierung des Valsassina und aus den Antworten auf die 45 Fragen der königlichen Volkszählungskommission von 1751 geht hervor, dass Cortenova mit Prato San Pietro in der Gruppe Chignolo eine der Gemeinden (oder Gemeinschaften, aber auch einfach als Land oder Ort bezeichnet) war, die der allgemeinen Gemeinschaft des Valsassina unterstellt war. Alle Gemeinden, die zur allgemeinen Gemeinschaft gehörten, wurden von einem Konsul regiert, der in der Regel am Ufer des Podestà in Introbio einen Eid ablegte, und von ihren eigenen Bürgermeistern, die von ihren Vierteln gewählt wurden und für die Verwaltung und den Erhalt des Gemeindeguts verantwortlich waren; oft hatten die Gemeinden auch einen Kanzler, der die Umlagen festlegte (eine Aufgabe, die sonst dem Bürgermeister oblag), und einen Eintreiber, der diese Aufgabe durch einen Vertrag mit der einzelnen Gemeinde erhielt. 
Nach dem vorübergehenden Zusammenschluss der lombardischen Provinzen mit dem Königreich Sardinien wurde die Gemeinde Cortenova mit 791 Einwohnern, die von einem fünfzehnköpfigen Gemeinderat und einem zweiköpfigen Stadtrat verwaltet wird, auf der Grundlage der durch das Gesetz vom 23. Oktober 1859 festgelegten Gebietsaufteilung in den Bezirk II von Introbio, Bezirk III von Lecco, Provinz Como eingegliedert. Bei der Gründung des Königreichs Italien im Jahr 1861 hatte die Gemeinde 852 Einwohner (Volkszählung 1861). Nach dem Gemeindegesetz von 1865 wurde die Gemeinde von einem Bürgermeister, einer Junta und einem Rat verwaltet. Im Jahr 1867 wurde die Gemeinde in denselben Bezirk, Kreis und dieselbe Provinz eingegliedert (Verwaltungsbezirk 1867).
Im Jahr 1924 wurde die Gemeinde in den Bezirk Lecco der Provinz Como eingegliedert. Nach der Gemeindereform im Jahr 1926 wurde die Gemeinde von einem Podestà verwaltet. Im Jahr 1927 wurde die aufgelöste Gemeinde Bindo mit der Gemeinde Cortenova zusammengelegt. Nach der Gemeindereform von 1946 wurde die Gemeinde Cortenova von einem Bürgermeister, einer Junta und einem Rat verwaltet.

## Bevölkerung
| Bevölkerungsentwicklung | Bevölkerungsentwicklung | Bevölkerungsentwicklung | Bevölkerungsentwicklung | Bevölkerungsentwicklung | Bevölkerungsentwicklung | Bevölkerungsentwicklung | Bevölkerungsentwicklung | Bevölkerungsentwicklung | Bevölkerungsentwicklung | Bevölkerungsentwicklung | Bevölkerungsentwicklung | Bevölkerungsentwicklung | Bevölkerungsentwicklung | Bevölkerungsentwicklung | Bevölkerungsentwicklung | Bevölkerungsentwicklung |
| ----------------------- | ----------------------- | ----------------------- | ----------------------- | ----------------------- | ----------------------- | ----------------------- | ----------------------- | ----------------------- | ----------------------- | ----------------------- | ----------------------- | ----------------------- | ----------------------- | ----------------------- | ----------------------- | ----------------------- |
| Jahr                    | 1861                    | 1871                    | 1881                    | 1901                    | 1921                    | 1931                    | 1936                    | 1951                    | 1961                    | 1971                    | 1981                    | 1991                    | 2001                    | 2011                    | 2022                    |                         |
| Einwohner               | 1081                    | 1104                    | 1239                    | 1152                    | 1173                    | 1183                    | 1102                    | 1062                    | 1071                    | 1185                    | 1222                    | 1217                    | 1254                    | 1265                    | 1142                    |                         |
| Quelle: ISTAT           |                         |                         |                         |                         |                         |                         |                         |                         |                         |                         |                         |                         |                         |                         |                         |                         |

## Sehenswürdigkeiten
- Pfarrkirche Santi Gervasio e Protasio.
- Kirche San Biagio im Ortsteil Bindo.

## Sohn des Ortes
- José Selva e Amaral (1886–1956), Prälat von Registro do Araguaia